# (35919) 1999 JY99
1999 JY99 (asteroide 35919) é um asteroide da cintura principal. Possui uma excentricidade de 0.06908070 e uma inclinação de 12.89429º.
Este asteroide foi descoberto no dia 12 de maio de 1999 por LINEAR em Socorro.